# Ахматенер (Сердежское сельское поселение)
Ахматенер (мар. Ахматэҥер) — деревня в Сернурском районе Республики Марий Эл. Входит в состав Сердежского сельского поселения.

## География
Находится в северо-восточной части республики Марий Эл на расстоянии приблизительно 9 км на восток от районного центра посёлка Сернур.

## История
Известна с 1834 года как деревня Ахматэнер при Устье Сердежу со 139 жителями. В 1858 году здесь проживало 175 человек. В 1925 году в деревне Ахмат-Энер проживали 328 человек, мари. 1975 году в 67 домах проживали 299 человек, в 1988 году в 53 домах — 183 человека, На 1 января 2005 года числилось 44 дома, из них 20 кирпичных. В советское время работали колхозы «Трактор», «Сила», «Победа».

## Население
Население составляло 169 человек (мари 99 %) в 2002 году, 175 в 2010.